# 2886 Tinkaping
A 2886 Tinkaping (ideiglenes jelöléssel 1965 YG) a Naprendszer kisbolygóövében található aszteroida. A Bíbor-hegyi Obszervatórium fedezte fel 1965. december 20-án.